# 日下部圭子
日下部 圭子（くさかべ けいこ、1953年1月8日 - ）は、日本の映画ディストリビューター、プロデューサーである。有限会社マコトヤ代表取締役。

## 人物
青山学院高等部から青山学院大学を卒業。1986年フリーのパブリシストとして映画の仕事をはじめる。ワーナー・ブラザース作品を手がけつつ、インディーズ映画の大ヒット作（『追悼のざわめき』(監督：松井良彦／88年中野武蔵野ホール公開時)も生みだす。イタリアの鬼才ナンニ・モレッティ初期5作品、『バレット・バレエ』（1998年）から『KOTOKO』（2013年）までの塚本晋也監督・海獣シアター製作作品など国内配給。個性的な作品を企画（ときに製作出資）、劇場・テレビなどへの配給、宣伝等あらゆる側面から世に送りだす。また、ベネチア国際映画祭コントロ・コレンテ部門（2005年）、諮問委員メンバーでもあるカフォスカリ国際短編映画祭のインターコンペ部門（2013年）でも審査員をつとめる。2017年には国立ベネチア大学（Università Ca' Foscari Venezia） と代表をつとめるマコトヤとのコラボレーションも開始し、同大学マスタークラスFilm Makingで配給についての講義を行うなど海外との接点も多い。

## 主なプロデュース作品
- 『三年身籠る』監督：唯野未歩子、2006年
- 『ノン子36歳（家事手伝い）』監督：熊切和嘉、2008年
- 『ラブドール〜抱きしめたい』監督：村上賢司、2009年
- 『ユリ子のアロマ』監督：吉田浩太、2010年

ほか

### 配給プロデューサー
- 『貌斬り KAOKIRI』監督：細野辰興、2015年
- 『六月の蛇』
- 『ヴィタール』
- 『KOTOKO』監督：塚本晋也

ほか